# 평균 제곱근 편차
평균 제곱근 편차(Root Mean Square Deviation; RMSD) 또는 평균 제곱근 오차(Root Mean Square Error; RMSE)는 추정 값 또는 모델이 예측한 값과 실제 환경에서 관찰되는 값의 차이를 다룰 때 흔히 사용하는 측도이다. 정밀도(precision)를 표현하는데 적합하다. 각각의 차이값은 잔차(residual)라고도 하며, 평균 제곱근 편차는 잔차들을 하나의 측도로 종합할 때 사용된다.

## 식
추정치 {\displaystyle \theta }에 대한 추정량 {\displaystyle {\hat {\theta }}}의 평균 제곱근 편차를 평균 제곱 오차의 제곱근으로 정의할때:
{\displaystyle \operatorname {RMSE} ({\hat {\theta }})={\sqrt {\operatorname {MSE} ({\hat {\theta }})}}={\sqrt {\operatorname {E} (({\hat {\theta }}-\theta )^{2})}}.}
이다.
편의 추정량에서 평균 제곱근 오차는 분산의 제곱근, 즉 표준 오차가 된다.
몇몇 학문 분야에서는 평균 제곱근 편차를 "표준"으로 인정되지 않는 다른 두 물건의 차이를 비교할 때 사용하기도 한다. 예를 들어, 두 길쭉한 물건의 평균 거리를 측정하는 경우를 랜덤 벡터로 표현하면,
{\displaystyle \mathbf {\theta } _{1}={\begin{bmatrix}x_{1,1}\\x_{1,2}\\\vdots \\x_{1,n}\end{bmatrix}}\qquad \mathrm {and} \qquad \mathbf {\theta } _{2}={\begin{bmatrix}x_{2,1}\\x_{2,2}\\\vdots \\x_{2,n}\end{bmatrix}}.}
이고, 식은:
{\displaystyle \operatorname {RMSE} (\mathbf {\theta } _{1},\mathbf {\theta } _{2})={\sqrt {\operatorname {MSE} (\mathbf {\theta } _{1},\mathbf {\theta } _{2})}}={\sqrt {\operatorname {E} ((\mathbf {\theta } _{1}-\mathbf {\theta } _{2})^{2})}}={\sqrt {\frac {\sum _{i=1}^{n}(x_{1,i}-x_{2,i})^{2}}{n}}}.}
이 된다.

## 같이 보기
- 제곱 평균 제곱근
- 제곱근 편차